# Ante Mandić
Ante Mandić [ˈaːntɛ ˈmanditɕ] (* 2. Juni 1881 in Triest; † 15. November 1959 in Lovran bei Opatija) war ein jugoslawischer Politiker.

## Leben
Ante Mandić wurde im damals österreichischen Triest geboren. Er studierte Jura in Wien und Graz und war danach Rechtsanwaltsreferendar in Triest und Rechtsanwalt in Volosko (Opatija).
Bei Ausbruch des Ersten Weltkrieges hielt er sich in Russland auf. Er schloss sich dem Jugoslawischen Komitee (Jugoslavenski odbor) an und wurde 1915 dessen offizieller Vertreter in Petrograd. In Russland wirkte er an der Organisation von Freiwilligeneinheiten aus Kriegsgefangenen südslawischer Herkunft mit, die auf Seiten der Entente kämpfen sollten und deren Sitz in Odessa war. Von September 1917 bis zum Kriegsende war er in London Leiter der zentralen Kanzlei des Jugoslawischen Komitees.
Nach der Rückkehr ins Königreich der Serben, Kroaten und Slowenen arbeitete er 1919 im Jadranski odbor (Adriaausschuss) mit und wurde im selben Jahr Vorsitzender der Jugoslavensko-čehoslovačka liga (Jugoslawisch-tschechoslowakischen Liga). 1921 kehrte er ins jetzt italienische Volosko (Opatija) zurück und war dort von 1921 bis 1937 als Rechtsanwalt tätig. 1937 siedelte er nach Belgrad über und war dort bis 1941 ebenso als Rechtsanwalt tätig. Nach der Okkupation Jugoslawiens durch die Achsenmächte 1941 zog er wieder nach Opatija.
Nach der Kapitulation Italiens im September 1943 begab er sich auf das von den Partisanen kontrollierte Gebiet und schloss sich diesen an. Er wurde Vorsitzender des Narodnooslobodilački odbor (Volksbefreiungsausschusses) von Opatija, im Oktober 1943 wurde er Mitglied des ZAVNOH (Zemaljsko antifašističko vijeće narodnog oslobođenja Hrvatske/Antifaschistischer Landesrat der nationalen Befreiung Kroatiens) und nahm an dessen zweiter Sitzung in Plaški teil, im November 1943 nahm er als Delegierter an der zweiten Sitzung des AVNOJ (Antifašističko vijeće narodnog oslobođenja Jugoslavije/Antifaschistischer Rat der Nationalen Befreiung Jugoslawiens) in Jajce teil und wurde dort zum Mitglied des Präsidiums des AVNOJ gewählt. Ab 1944 war er Vorsitzender des Provinzausschusses der Jedinstvena narodnooslobodilačka fronta (Einheitlichen Volksbefreiungsfront) Istriens und war 1944 Vorsitzender der Kommission für Kriegsverbrechen der Teilrepublik Kroatien.
Von März 1945 bis zur Ausrufung der Republik am 29. November 1945 war Ante Mandić zusammen mit Srđan Budisavljević und Dušan Sernec Mitglied der Regentschaft Jugoslawiens, die im Rahmen des Tito-Šubašić-Abkommens gebildet wurde.
Unter dem Titel Fragmenti za historiju ujedinjenja: povodom četrdesetgodišnjice osnivanja Jugoslavenskog odbora (Fragmente zur Geschichte der Vereinigung, anlässlich des vierzigsten Jahrestages der Gründung des Jugoslawischen Komitees) veröffentlichte er 1956 eine Sammlung von Dokumenten aus der Tätigkeit des Jugoslawischen Komitees von Juli 1914 bis Juli 1917.
Er starb am 15. November 1959 in Lovran nahe Opatija in Istrien.

## Werke
- Fragmenti za historiju ujedinjenja: povodom četrdesetgodišnjice osnivanja Jugoslavenskog odbora. Zagreb: Jugoslavenska akademija znanosti i umjetnosti, 1956. (Prilozi novijoj jugoslavenskoj historiji; knj. 1)